# Strändernas svall
Strändernas svall är en roman av Eyvind Johnson, utgiven år 1946. 
Handlingen återberättar händelserna kring den grekiske hjälten Odysseus, hans resa hem från det trojanska kriget, hustrun Penelopes väntan på honom och sonen Telemachos iver att få träffa sin far. Romanen räknas till de stora klassikerna i svensk litteratur. I TV-programmet Babel utnämndes den i april 2013 till en av endast fem böcker som borde ingå i en svensk litterär kanon. Den har utgivits i åtskilliga upplagor och översatts till omkring tjugo språk.

## Handling
Odysseus är härskare över ön Ithaka. Nitton år före handlingens början har han lämnat sin hustru Penelope och sin son Telemachos för att ansluta sig till de grekiska styrkor som angriper Troja. Kriget har pågått i tio år och på hemvägen blir Odysseus fördröjd av olika missöden. Han hamnar till slut på en ö där en kvinna vid namn Kalypso lever och vistas där i sju år. På Ithaka tvekar Penelope att gifta om sig. Hon ansätts av ett stort antal friare som hon uppehåller genom att säga att hon inte kan fatta ett beslut förrän hon vävt färdigt ett sveplakan åt sin svärfar. Hon väver varje dag, men repar upp det mesta av väven igen på nätterna. Samtidigt har Telemachos börjat göra efterforskningar om sin far. Odysseus får besök av gudarnas budbärare Hermes som befaller honom att återvända hem. Motvilligt ger sig Odysseus iväg för att segla till Ithaka. Han lider dock skeppsbrott och slungas i land på en kust som regeras av Alkinoos. Det är dennes dotter Nausikaa som upptäcker Odysseus och för honom till kungens hov. Efter att Odysseus gripande berättat om sina äventyr seglar han tillbaka till Ithaka. Förklädd till tiggare kommer han till ön, där han möter svinaherden Eumaios som övertalar honom att han måste göra upp med hustruns friare och döda dem.

## Berättarstil
Strändernas svall är baserad på Odysséen men skiljer sig från förlagan genom att Eyvind Johnson har lagt till en psykologisk dimension där huvudpersonernas tankar och tvivel skildras, bland annat genom inre monologer. Berättelsen anspelar även på samtiden och upplevelserna av andra världskriget.
Romanen har en sinnrikt genomförd komposition som består av tre dominerande episka följder. Den första har Odysseus som huvudperson, den andra är centrerad kring Penelope och den tredje kretsar kring Telemachos. Det rör sig om tre samtida förlopp, där händelserna delvis griper in i varandra och slutligen löper samman. Med berättargreppet eftersträvade Eyvind Johnson en förnimmelse av samtidighet i dessa skeenden och en möjlighet att se hela verkligheten på en gång, med alla dess komplikationer. En berättarstil som Eyvind Johnson senare skulle vidareutveckla i sina romaner.

## Mottagande
Strändernas svall utkom på senhösten 1946 och fick ett mycket positivt mottagande av de ledande kritikerna. Sten Selander i Svenska Dagbladet skrev "Ingenstans har Eyvind Johnsons berättargåva fått friare tyglar än här; och aldrig tidigare har han givit ett mer övertygande bevis på att han är den ende geniale bland sin generations prosatörer." Anders Österling i Stockholms-Tidningen talade om "ett betydande verk, utan all fråga om en av de djärvaste ansatserna i vår nya berättarkonst". Karl Vennberg i Aftontidningen fann att författaren givit sig i kast och i det närmaste lyckats med en paradoxal uppgift: "Detta upphöjda ska få förbli upphöjt men ändå sänkas ner till ett vardagsplan; det övernaturliga ska kopplas in i en kedja av orsak och verkan utan att upphöra att vara ogenomträngligt och förunderligt; det tidlösa ska få färgas av det närvarande utan att mista sin karaktär av tidlöshet." Vennberg lovordade också stilen, berättarglädjen, människoskildringen och framförallt den moraliska problematiken.

## Teaterversion
År 1948 utgavs den omarbetade teaterversionen Strändernas svall: ett drama i tre akter och ett antal bilder om den återvändande.